# Camponotus simulans
Camponotus simulans é uma espécie de inseto do gênero Camponotus, pertencente à família Formicidae.